# آران‌ای تعامل‌کننده با پی‌وی
آران‌ای تعامل‌کننده با پی‌وی (به انگلیسی: Piwi-interacting RNA) یا piRNA از دسته آران‌ای‌هایی هستند که با پروتئین‌های Piwi ارتباط دارند. پروتئین‌های Piwi اصولاً در ژرم لاین بیان می‌شوند و موردنیاز اسپرماتوژنز هستند. پروتئین‌های پی وی piRNA را تثبیت می‌کنند. piRNA تنها در بیضه‌ها یافت می‌شود. آنها می‌توانند به تعداد یک میلیون کپی در سلول‌های اسپرماتوسیت یا اسپرماتید وجود داشته باشند و در هسته و سیتوپلاسم قرار گرفته‌اند. ترکیب piRNA و پروتئین‌های Piwi منجر به خاموشی عناصر متحرک ژنتیکی (ترانسپوزون‌ها) می‌شود. عناصر ترانسپوزون توسط پروتئین‌های Piwi در ارتباط با piRNA برش داده می‌شوند. اگر غلظت پروتئین‌های Piwi کاهش یابد تعداد ترانسپوزون‌ها افزایش می‌یابد. فعالیت piRNAها وابسته به گروه متیل انتهای آن است.

## پیوند
ویکی‌پدیا انگلیسی